# 盐地鼠尾粟
盐地鼠尾粟（学名：Sporobolus virginicus），为禾本科鼠尾粟属下的一个植物种。具有坚硬根茎之多年生禾草，高20－30cm。叶片革质，长约6cm，尾部呈针状，又名针仔草。花序为一紧缩之圆锥花序，长约8cm；小穗具一朵小花，约 2.5mm长。
盐地鼠尾粟分布在温带地区之美国、西印度群岛、巴西、琉球、中国、中南半岛、印度、锡兰、马来西亚、菲律宾、澳洲及非洲。成群生长在中南部沿海之泥地、盐地、塭岸，为护岸之优良植物。